# Yuso (Cantabria)
Yuso es una localidad del municipio de Santillana del Mar, comarca de la Costa Occidental, Cantabria.

## Geografía
Yuso está situado a 2 kilómetros de la capital municipal, y está ubicado a una altitud de 190 metros sobre el nivel del mar. Limita con Puente Avíos y Tagle (Suances), Ubiarco, Camplengo y Santillana del Mar.

## Historia
Tiene orígenes prerromanos, concretamente celtas, así lo atestiguan los restos hallados en el Monte del Huervo, llamado el Castro de El Cincho, en la finca de homónimo nombre, aunque fundado como tal en algún momento entre los siglos X y XI, perteneció a la Abadía de Santa Juliana, en su actual municipio, hasta el siglo XVIII, momento en que distintas casas nobles se lo disputaron por su estratégica situación geográfica, quedando finalmente en poder de la Casa de la Vega, con sede en la actual Torrelavega, en 1431. En el siglo XVI tras la decadencia del feudalismo y la nobleza volverá a estar totalmente en poder de Santillana del Mar, hasta hoy.

## Lugares de interés
- Ermita de Nstra. Sñra. de la Consolación.

## Fiestas
- 4 de septiembre: Nuestra Señora de la Consolación.[3]

## Referencias

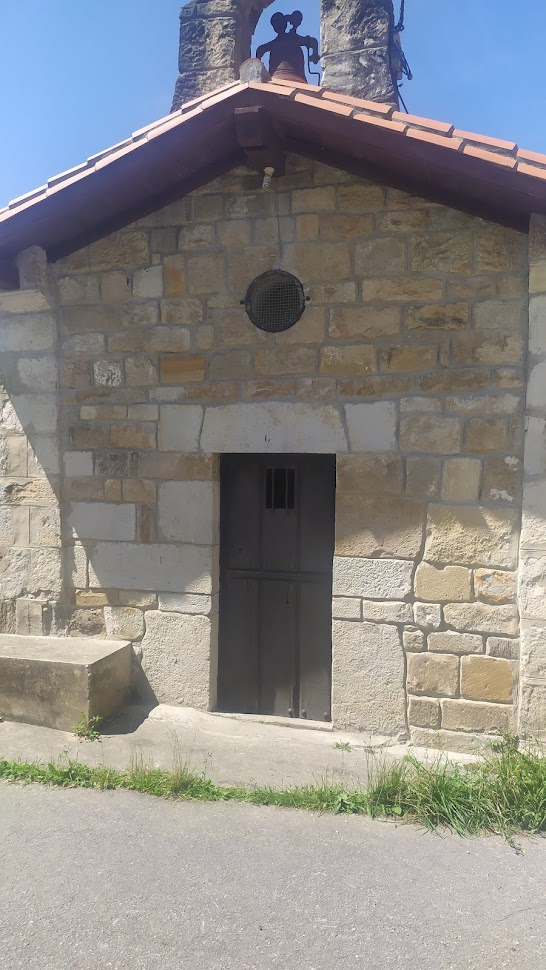
Ermita de la Virgen de la Consolación.